# Hannah Herzsprung
Hannah Herzsprung (n. 7 septembrie 1981, Hamburg) este o actriță germană.

## Biografie
Hannah Herzsprung, este fiica actorului Bernd Herzsprung și a designerei de modă Barbara Engel. Hannah debutează în anul 1997 ca artistă în serialul TV, "Aus heiterem Himmel" ("Din te miri ce"). Pe la sfârșitul anului 2002, va apare pe micul ecran împreună cu sora ei Sara, în emisiunea "Tele 5-Clip-Show musicbox". Hannah Herzsprung, începe să studieze în Viena, comunicația, paralel joacă diferite roluri în filmele "Das böse Mädchen" (Fata rea), serialul TV, "18 – Allein unter Mädchen" (18-Singur între fete), "Unter Verdacht: Beste Freunde" (Bănuită, cea mai bună prietenă), sau comedia "Tramitz & Friends". În anul 2005 va fi premiată, pentru rolul principal jucat ca deținută, în fimul Vier Minuten (Patru minute), alături de Monica Bleibtreu. În anul 2006 întrerupe studiul în Viena și va juca în filmul "Das wahre Leben" (Viața adevărată), rol care va fi premiat cu "Deutschen Filmpreis" (Premiul  german pentru filme). Urmează să joace în o serie de filme ca "Der Lotse", "Die Leiden des jungen Werther" (după romanul lui Johann Wolfgang Goethe), "Vision – Aus dem Leben der Hildegard von Bingen" (Viziune din viața Hildegard von Bingen), "Lila, Lila" sau "Der Baader Meinhof Komplex" (Complexul Baader Meinhof), film în care apare organizația secretă Rote Armee Fraktion.

## Filmografie selectivă
- 2006 Vier Minuten, regia Chris Kraus

## Premii
- 2009 Adolf-Grimme-Preis
- 2008 Shooting Star
- 2007 Undine Award
- 2007 Deutscher Filmpreis
- 2007 Bayerischer Filmpreis